# Popstars: The Rivals
Popstars the Rivals was een talentenjacht uitgezonden door RTL 4 en de beoogde opvolger van Idols, dan wel tijdelijke afwisseling. Het programma werd gepresenteerd door Beau van Erven Dorens. 
Na internationale successen in onder andere Engeland startte RTL 4 in 2004 met het programma Popstars: The Rivals, een zoektocht naar Nederlands beste zangtalent. Twee ervaren platenmanagers gaan de uitdaging aan om uit duizenden kandidaten twee rivaliserende popgroepen te formeren: een boyband en een girlgroup. In de voorrondes bepalen de platenmanagers welke 20 kandidaten doorgaan naar de live-shows. Uiteindelijk beslissen de kijkers in de live-shows met welke 10 zangeressen en zangers de platenmanagers door moeten gaan. Als de bands eenmaal gevormd zijn, barst de strijd in volle hevigheid los. Zowel de jongens als de meiden nemen een single op. De grote vraag in de finale is dan ook: welke band staat met kerst op nummer 1, de jongens of de meiden? 
De jongensband heette Men2b en de meidenband Raffish. Het programma Popstars In Da House registreerde vanaf eind oktober negen weken lang het leven van de overgebleven twintig poprivalen tijdens hun verblijf in twee 'Popstars-huizen'. Men2b stond met kerst op 1, maar de single van Raffish werd uiteindelijk een grotere hit.
Het programma was beduidend minder populair dan Idols, dat het jaar daarop daarom met succes weer van stal werd gehaald. 
In 2016 werd  bij SBS6 een soortgelijk programma uitgezonden onder de titel The Next Boy/Girl Band. Hierin werden de bands 4u en Girlbnd gevormd. Ook deze bands moesten een single uitbrengen, maar in dit geval was het de bedoeling dat de singles na afloop van de finale gedownload of gestreamd konden worden om te stemmen. De band wiens single het meest gedownload of gestreamd werd was de winnaar van dit programma. Dit werd 4u met "Bitter Taste"

## Finalisten
Tien mannelijke en tien vrouwelijke werden uitgekozen voor de liveshows. Er kwam daarna wat ophef, aangezien er een aantal kandidaten tijdens de Jury Visit de deur werden gewezen en aantal kandidaten waarvan niet gedacht werd die wel door gingen. Ook tijdens de liveshows waren er verrassingen van kandidaten die het veld moesten ruimen.
| Category | Finalisten             | Finalisten             | Finalisten            | Finalisten               | Finalisten                  |
| -------- | ---------------------- | ---------------------- | --------------------- | ------------------------ | --------------------------- |
| Boys     | Anno van Wanrooij (22) | Bobby Dessauvagie (21) | Ehsan Naseri (16)     | Jose Bueno (21)          | Leon van der Velden (22)    |
| Boys     | Mark Ebing (19)        | Merijn van Heumen (22) | Nils Krake (19)       | Roman van der Werff (20) | Steven Lugger (23)          |
| Girls    | Esri Dijkstra (16)     | Eva Simons (20)        | Lianne van Groen (19) | Marcia Sondeijker (20)   | Mariëtte van den Brand (19) |
| Girls    | Nora Dalal (23)        | Regisha Rijkaard (17)  | Ryanne (16)           | Sharon Doorson (17)      | Stephanie Oosthoek (26)     |

## Live shows

### Resultaten
Legenda
|  | Kandidaat zat in de bottom three/four.               |
|  | Kandidaat zat in de bottom two.                      |
|  | Kandidaat werd geëlimineerd.                         |
|  | Kandidaat werd gekwalificeerd voor Men2B of Raffish. |

Boys
| Kandidaat           | Week 1       | Week 3                | Week 5                      |
| ------------------- | ------------ | --------------------- | --------------------------- |
| Steven Lugger       | Veilig       | Veilig                | Gekwalificeerd              |
| Ehsan Naseri        | Veilig       | Veilig                | Gekwalificeerd              |
| Anno van Wanrooij   | Veilig       | Veilig                | Gekwalificeerd              |
| Mark Ebing          | Veilig       | Bottom four           | Gekwalificeerd              |
| Nils Krake          | Veilig       | Veilig                | Bottom two - Gekwalificeerd |
| Jose Bueno          | Veilig       | Bottom four           | Geëlimineerd                |
| Roman van der Werff | Veilig       | Geëlimineerd          | Geëlimineerd (week 3)       |
| Merijn van Heumen   | Bottom three | Geëlimineerd          | Geëlimineerd (week 3)       |
| Leon van der Velden | Geëlimineerd | Geëlimineerd (week 1) | Geëlimineerd (week 1)       |
| Bobby Dessauvagie   | Geëlimineerd | Geëlimineerd (week 1) | Geëlimineerd (week 1)       |

Girls
| Kandidaat              | Week 2       | Week 4                | Week 6                      |
| ---------------------- | ------------ | --------------------- | --------------------------- |
| Nora Dalal             | Veilig       | Veilig                | Gekwalificeerd              |
| Esri Dijkstra          | Veilig       | Veilig                | Gekwalificeerd              |
| Lianne van Groen       | Bottom four  | Bottom four           | Gekwalificeerd              |
| Sharon Doorson         | Veilig       | Veilig                | Gekwalificeerd              |
| Eva Simons             | Veilig       | Veilig                | Bottom two - Gekwalificeerd |
| Stephanie              | Veilig       | Bottom four           | Geëlimineerd                |
| Mariëtte van den Brand | Bottom four  | Geëlimineerd          | Geëlimineerd (week 4)       |
| Regisha Rijkaard       | Veilig       | Geëlimineerd          | Geëlimineerd (week 4)       |
| Ryanne                 | Geëlimineerd | Geëlimineerd (week 2) | Geëlimineerd (week 2)       |
| Marcia Sondeijker      | Geëlimineerd | Geëlimineerd (week 2) | Geëlimineerd (week 2)       |

### Live show details

#### Week 1
- Category: Boys
- Thema: Nummer 1-hits
- Groepsoptreden: "When the Going Gets Tough, the Tough Get Going" (Billy Ocean)

| Volgorde | Kandidaat           | Liedje (originele artiest)               | Resultaat    |
| 1        | Merijn van Heumen   | "Faith" (George Michael)                 | Bottom three |
| 2        | Roman van der Werff | "The Edge of Heaven" (Wham!)             | Veilig       |
| 3        | Bobby Dessauvagie   | "Nightshift" (Commodores)                | Geëlimineerd |
| 4        | Steven Lugger       | "Crazy Little Thing Called Love" (Queen) | Veilig       |
| 5        | Ehsan Naseri        | "Hello" (Lionel Richie)                  | Veilig       |
| 6        | Mark Ebing          | "More Than Words" (Extreme)              | Veilig       |
| 7        | José Bueno          | "I Believe I Can Fly" (R. Kelly)         | Veilig       |
| 8        | Anno van Wanrooij   | "Trackin'" (Billy Crawford)              | Veilig       |
| 9        | Leon van der Velden | "Wishing Well" (Terence Trent D'Arby)    | Geëlimineerd |
| 10       | Nils Krake          | "To Be With You" (Mr. Big)               | Veilig       |

#### Week 2
- Category: Girls
- Thema: Nummer 1-hits
- Groepsoptreden: "A Brand New Day" (uit The Wiz)

| Volgorde | Kandidaat              | Liedje (originele artiest)                 | Resultaat    |
| 1        | Sharon Doorson         | "Fame" (Irene Cara)                        | Veilig       |
| 2        | Stephanie              | "All Around the World" (Lisa Stansfield)   | Veilig       |
| 3        | Nora Dalal             | "I'll Be There" (Mariah Carey)             | Veilig       |
| 4        | Regisha                | "If You Had My Love" (Jennifer Lopez)      | Veilig       |
| 5        | Mariëtte van den Brand | "I Will Always Love You" (Whitney Houston) | Bottom four  |
| 6        | Lianne van Groen       | "Can't Fight the Moonlight" (LeAnn Rimes)  | Bottom four  |
| 7        | Eva Simons             | "Tell It to My Heart" (Taylor Dayne)       | Veilig       |
| 8        | Marcia Sondeijker      | "Sometimes" (Britney Spears)               | Geëlimineerd |
| 9        | Ryanne                 | "Killing Me Softly" (Fugees)               | Geëlimineerd |
| 10       | Esri Dijkstra          | "I Love Your Smile" (Shanice)              | Veilig       |

#### Week 3
- Category: Boys
- Thema: Boyband
- Groepsoptreden: "Everything Changes" (Take That)

| Volgorde | Kandidaat           | Liedje (originele artiest)                      | Resultaat    |
| 1        | Steven Lugger       | "Bye Bye Bye" (*NSYNC)                          | Veilig       |
| 2        | Mark Ebing          | "Back For Good" (Take That)                     | Bottom four  |
| 3        | Nils Krake          | "Hard To Say I'm Sorry" (AZ Yet)                | Veilig       |
| 4        | Merijn van Heumen   | "Picture of You" (Boyzone)                      | Geëlimineerd |
| 5        | Roman van der Werff | "All or Nothing" (O-Town)                       | Geëlimineerd |
| 6        | Anno van Wanrooij   | "I'll Never Break Your Heart" (Backstreet Boys) | Veilig       |
| 7        | Ehsan Naseri        | "Secret Love" (Romeo)                           | Veilig       |
| 8        | José Bueno          | "I'll Make Love to You" (Boys II Men)           | Bottom four  |

#### Week 4
- Category: Girls
- Thema: Girlgroup
- Groepsoptreden: "The Tide is High (Get the Feeling)" (Atomic Kitten)

| Volgorde | Kandidaat              | Liedje (originele artiest)               | Resultaat    |
| 1        | Mariëtte van den Brand | "I Wanna be the Only One" (Eternal)      | Geëlimineerd |
| 2        | Regisha                | "Never Ever" (All Saints)                | Geëlimineerd |
| 3        | Eva Simons             | "Say My Name" (Destiny's Child)          | Veilig       |
| 4        | Stephanie              | "Waterfalls" (TLC)                       | Bottom four  |
| 5        | Esri Dijkstra          | "Angel of Mine" (Eternal)                | Veilig       |
| 6        | Sharon Doorson         | "I'll Ne There For You" (Solid HarmoniE) | Veilig       |
| 7        | Lianne van Groen       | "Jump" (Girls Aloud)                     | Bottom four  |
| 8        | Nora Dalal             | "Don't Walk Away" (Jade)                 | Veilig       |

#### Week 5
- Category: Boys
- Thema: Jury's keuze
- Groepsoptreden: "Livin' La Vida Loca" (Ricky Martin)

| Volgorde | Kandidaat         | Liedje (originele artiest)              | Resultaat                   |
| 1        | Mark Ebing        | "How You Remind Me" (Nickelback)        | Gekwalificeerd              |
| 2        | Ehsan Naseri      | "Aïcha" (Outlandish)                    | Gekwalificeerd              |
| 3        | José Bueno        | "Maria Maria" (Santana)                 | Geëlimineerd                |
| 4        | Nils Krake        | "Something Beautiful" (Robbie Williams) | Bottom two - Gekwalificeerd |
| 5        | Anno van Wanrooij | "Rock Your Body" (Justin Timberlake)    | Gekwalificeerd              |
| 6        | Steven Lugger     | "Drops of Jupiter (Tell Me)" (Train)    | Gekwalificeerd              |

#### Week 6
- Category: Girls
- Thema: Jury's keuze
- Groepsoptreden: "Hold On" (Wilson Philips)

| Volgorde | Kandidaat        | Liedje (originele artiest)          | Resultaat                   |
| 1        | Esri Dijkstra    | "These Words" (Natasha Bedingfield) | Gekwalificeerd              |
| 2        | Sharon Doorson   | "Life Goes On" (LeAnn Rimes)        | Gekwalificeerd              |
| 3        | Lianne van Groen | "Torn" (Natalie Imbruglia)          | Gekwalificeerd              |
| 4        | Nora Dalal       | "Stuck" (Stacie Orrico)             | Gekwalificeerd              |
| 5        | Stephanie        | "Round Round" (Sugababes)           | Geëlimineerd                |
| 6        | Eva Simons       | "Sick and Tired" (Anastacia)        | Bottom two - Gekwalificeerd |